# Magnolia allenii
Magnolia allenii este o specie de plante din genul Magnolia, familia Magnoliaceae, descrisă de Paul Carpenter Standley. Conform Catalogue of Life specia Magnolia allenii nu are subspecii cunoscute.